# 小笠原家茶道古流
小笠原家茶道古流（おがさわらけさどうこりゅう）は、豊前国小倉藩（福岡県北九州市）で伝えられた茶道の流派。小笠原古流などとも呼ばれる。流祖は古市胤栄とされ、千利休を祖としていない流派である。古流とは、後に侘び茶を完成した千利休よりも古い起源であるという意味で、後世になって名付けられたものと考えられる。同門組織として未得会がある。

## 歴史
古市氏は大和国の有力国人の一族で、流祖古市胤栄と澄胤は村田珠光の高弟である。とくに「一の弟子」といわれた澄胤は、珠光から「心の文」とよばれる茶道教訓を授けられ、茶道書『山上宗二記』では数寄名人と評される。
江戸時代初期、小笠原忠真が澄胤の後裔である古市了和を茶堂として召抱えたことにより、小笠原家古流と称する。忠眞は大名茶人として知られていた。以後、古市家代々は小笠原家茶堂として幕末まで仕えており、江戸後期の古市宗理の頃にはとくに流儀の隆盛が見られた。
他の大名茶と同様、古市家が扶持離れをした明治以降は下火となったが、昭和48年に小笠原総領家第32代当主小笠原忠統を古流総裁に迎え、流儀の発展をはかった。現在の家元は小笠原総領家第33代当主の小笠原長雅。

## 歴代
| 代   | 諱                         | 号       | 没年             | 備考                      |
| ---- | -------------------------- | -------- | ---------------- | ------------------------- |
| 初   | 古市胤栄（従五位下播磨守） | 播磨法印 | 永正2年          |                           |
| 二   | 古市澄胤                   | 利庵     | 永正5年          | 珠光一の弟子              |
| 三   | 古市勝澄                   | 紹意     | 寛永6年          |                           |
| 四   | 古市勝元                   | 了和     | 承応3年10月18日  | 小笠原家初代茶堂          |
| 五   | 古市勝悦                   | 知庵     | 貞享元年8月19日  | 茶室清風軒を拝領          |
| 六   | 古市勝直（宗也）           | 無元斎   | 享保5年10月21日  |                           |
| 七   | 古市正勝                   | 不変軒   | 宝暦9年11月10日  |                           |
| 八   | 古市勝澄（宗理）           | 一遁斎   | 明和4年8月27日   | 元文2年12月宗也と改名     |
| 九   | 古市勝居（宗理）           | 的々斎   | 寛政元年6月10日  |                           |
| 十   | 古市勝允（宗理）           | 一決斎   | 文化3年3月4日    |                           |
| 十一 | 古市勝芳（宗理）           | 自得斎   | 嘉永3年5月12日   | 中興の祖 上野焼を指導     |
| 十二 | 古市勝達（宗理）           | 自樂斎   | 安政6年12月12日  |                           |
| 十三 | 古市孟勝（宗理）           | 一徹斎   | 明治44年12月18日 |                           |
| 十四 | 古市勝英（宗利）           | 一貫斎   | 昭和24年4月4日   |                           |
| 十五 | 古市宗信（宗信）           | 中道斎   | 平成14年         |                           |
| 十六 | 小笠原忠統                 | 敬允斎   | 平成8年          | 元伯爵 小笠原総領家第32代 |
| 十七 | 小笠原玲子                 | 心月斎   | －               | 平成17年隠居              |
| 十八 | 小笠原長雅                 | 菖滉斎   | 当代             | 小笠原総領家第33代        |